# Konopie siewne

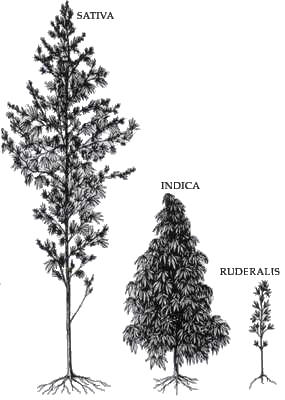
Odmiany konopi

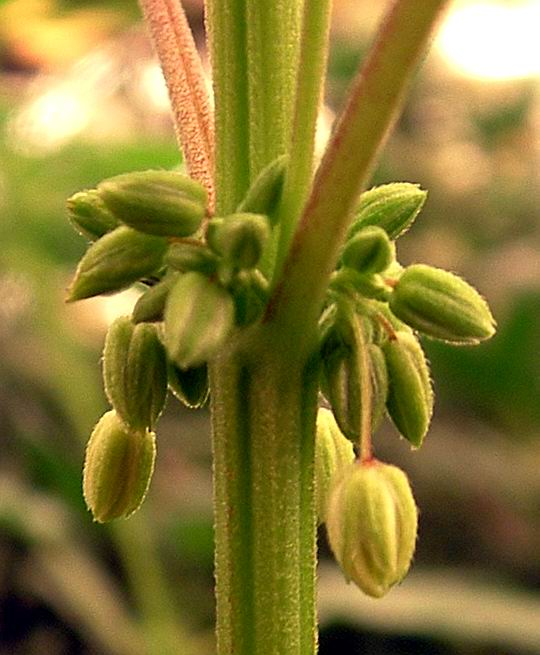
Pąki kwiatów męskich

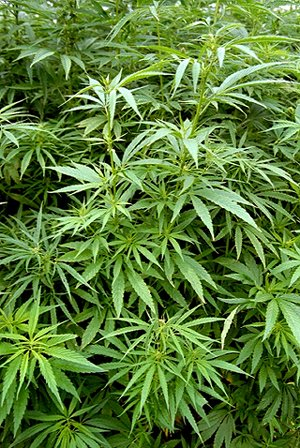
Konopie siewne

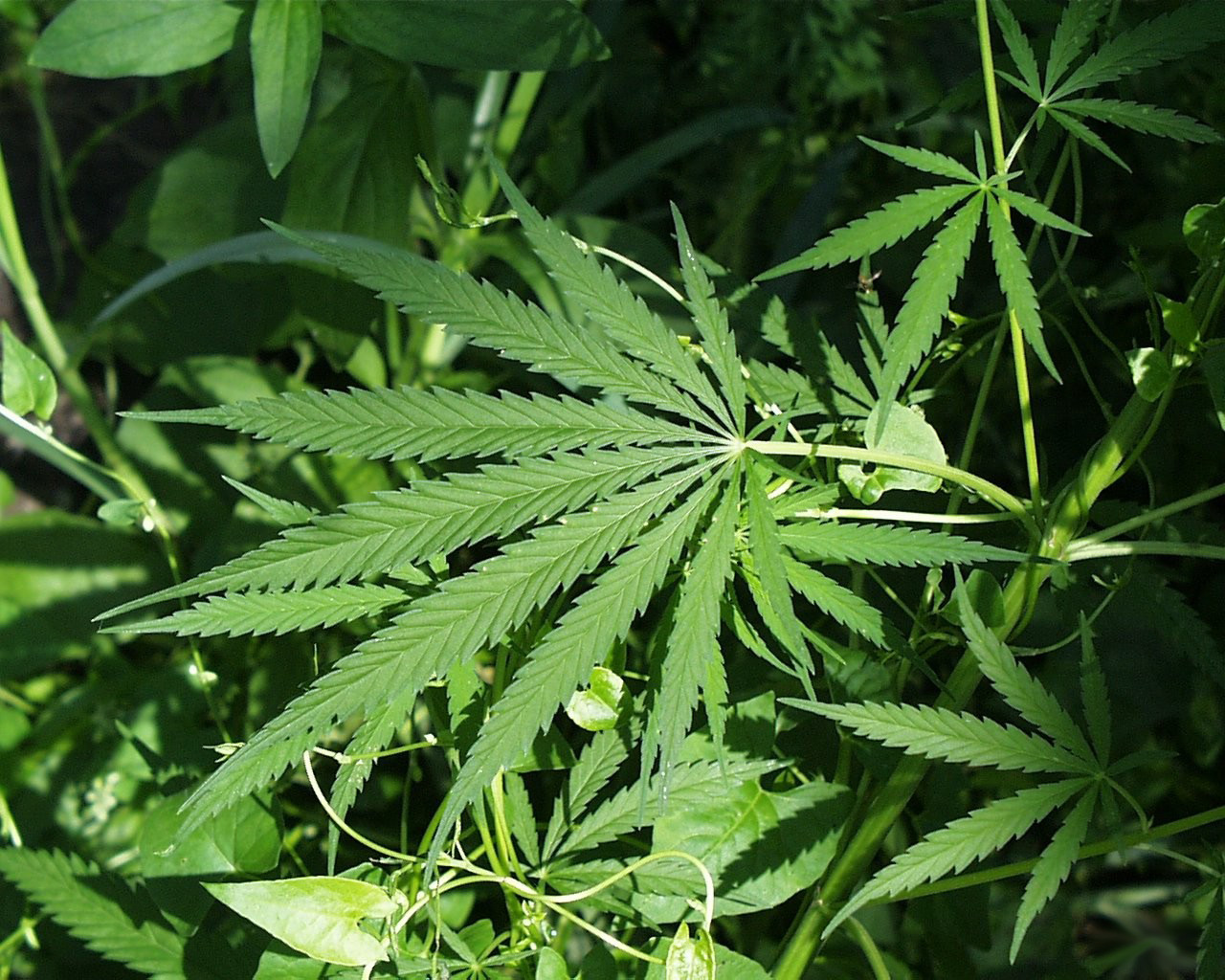
Liść

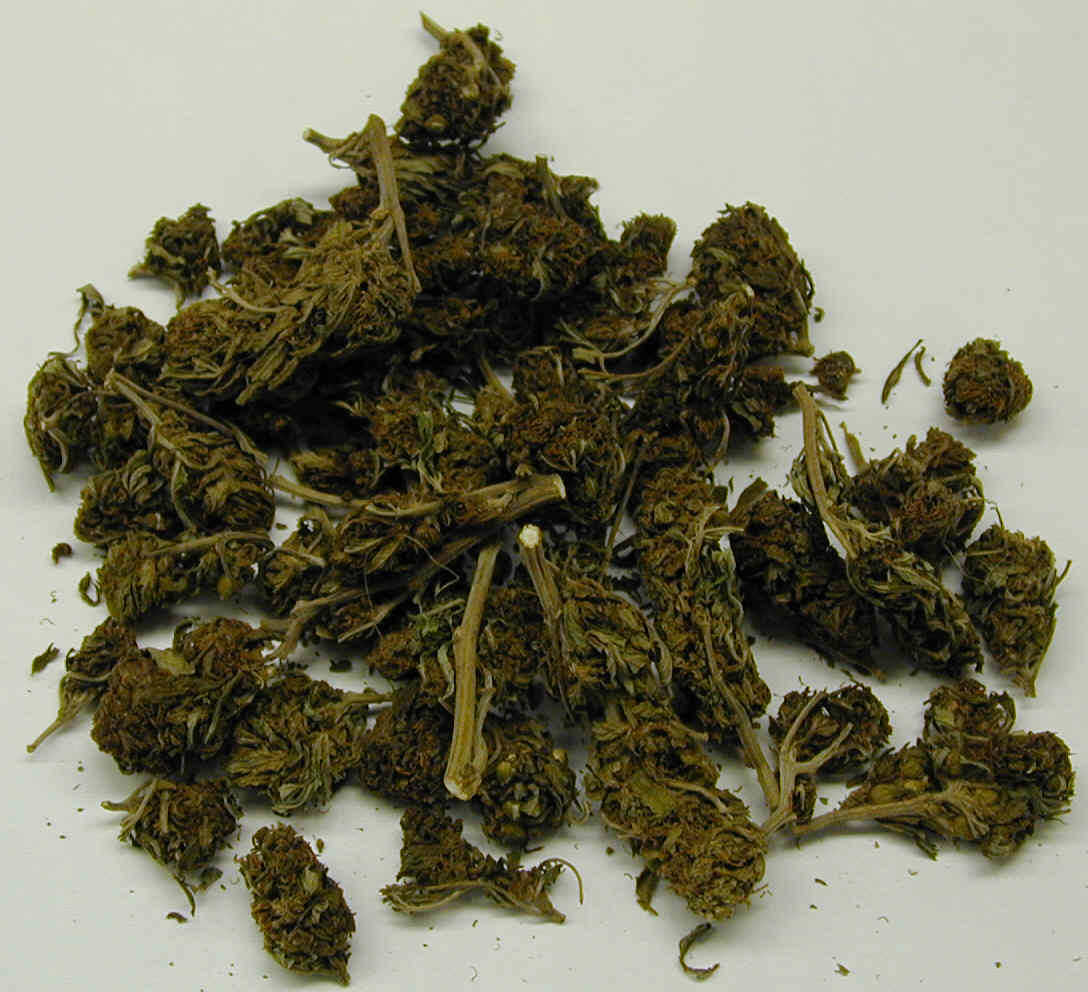
Susz kwiatów konopi siewnych (indyjskich) – marihuana

Konopie siewne (Cannabis sativa L.) – gatunek rośliny z rodziny konopiowatych (Cannabaceae Endl.). W zależności od ujęcia systematycznego jedyny przedstawiciel monotypowego rodzaju konopie (Cannabis Linnaeus, Sp. Pl. 1027. 1 Mai 1753) lub jeden z kilku wyodrębnianych gatunków. Występuje w górach Ałtaj, Tienszan oraz na Zakaukaziu i w Afganistanie. Jako roślina uprawna rozpowszechniona w różnych częściach świata. W Polsce może dziczeć i występować jako efemerofit (konopie siewne) lub kenofit (konopie dzikie) zajmujący siedliska ruderalne.

## Morfologia
ŁodygaRozgałęziona, zwykle osiąga 1,5 m wysokości, dorastając czasem do 250 cm (w bardzo sprzyjających warunkach do 350 cm). Części zielone roślin (szczególnie żeńskich) pokryte gruczołowymi włoskami wydzielającymi intensywny zapach.
LiścieNaprzeciwległe, krótkoogonkowe, dłoniastosieczne o trzech do dziewięciu lancetowatych odcinkach. Poszczególne listki do 10 cm długie i 2 cm szerokie, o piłkowanym brzegu i zaostrzonym wierzchołku. Liście z obu stron szorstko owłosione, szczególnie gęsto od spodu i na nerwach. Włoski pojedyncze, proste, u nasady rozszerzone. U nasady liści znajdują się nitkowate przylistki o długości do 1 cm. Rośliny żeńskie posiadają gęstsze ulistnienie.
KwiatyRoślina dwupienna (rośliny męskie niższe, szybciej usychają). Kwiaty żeńskie bez okwiatu, wyrastają po dwa w kątach długich i wąskich przysadek zebrane w gęste, szczytowe kłosy pozorne. Kwiaty męskie o pięciodzielnym okwiecie barwy zielonkawej z białym obrzeżeniem. Zebrane są w wiechokształtne wierzchotki znajdujące się w kątach liści w górnej części łodygi.
OwoceSłabo lśniące, kuliste lub jajowate orzechy, o podstawie lekko spłaszczonej lub wyciągnięte w trzonek (korpofor) barwy szarożółtej o wymiarach 2,7–5,6 mm × 2,1–4,5 mm.

## Biologia i ekologia
RozwójJednoroczna roślina zielna. Rośliny męskie mniejsze, usychające w lipcu. Liczba chromosomów – 2n=20.
WymaganiaRoślina azotolubna (nitrofilna). Konopie wymagają bardzo dużej ilości wody, znoszą także krótkotrwałe zalewy wodą przepływającą. Poziom wody gruntowej powinien wynosić wiosną około 60 cm, przed zbiorem poniżej 100 cm.

## Systematyka i zmienność
Konopie siewne są jedynym przedstawicielem rodzaju konopie (takson monotypowy).
Pozycja systematyczna według APweb (2001…)
Rodzaj należący do rodziny konopiowatych (Cannabaceae Endl), kladu różowych w obrębie okrytonasiennych.
Pozycja w systemie Reveala (1993–1999)
Gromada okrytonasienne, podgromada Magnoliophytina, klasa Rosopsida, podklasa ukęślowe, nadrząd Urticanae, rząd pokrzywowce, rodzina konopiowate, podrodzina Cannaboideae, plemię Cannabeae, rodzaj konopie.
Zmienność
W obrębie gatunku wyróżnia się 2-3 taksony w randze podgatunków lub odmian, które dawniej były ujmowane czasem jako osobne gatunki.
- Cannabis sativa subsp. indica (Lam.) E. Small & Cronq. 1976 – podgatunek indyjski dawniej bywał wyodrębniany jako osobny gatunek – konopie indyjskie (C. indica Lam.). Od podgatunku nominalnego różni się m.in. wysokością do 350 cm, liśćmi złożonymi z 9-11 odcinków, o listkach szerokich do 2 cm, kwiaty żeńskie bez okwiatu, owoc bez korpoforu. Występuje w Indiach, Iranie i Afganistanie, poza tym uprawiana[4][5].
- Cannabis sativa subsp. sativa (= C. sativa var. vulgaris) – podgatunek nominatywny.

W obrębie podgatunku nominatywnego wyróżnia się odmianę dziką (C. sativa var. spontanea Vavilov, syn. C. sativa subsp. spontanea Serebr., C. ruderalis Janisch). Takson dziki ma lepiej wykształcony okwiat i bardziej rozgałęzione, luźne kwiatostany. Łodyga do 150 cm wysokości. Listki wąskie, do 1 cm szerokości. Owoce nieco mniejsze o barwie brązowawej, marmurkowej, z trzoneczkowatym zgrubieniem na nasadzie. Występuje w Azji Środkowej i Afganistanie.
Polskie odmiany
W Rejestrze Krajowym COBORU znajduje się osiem  odmian konopi włóknistych. Sześć z nich wyhodowano w Instytucie Włókien Naturalnych i Roślin Zielarskich w Poznaniu (Białobrzeskie, Beniko, Henola, Rajan, Tygra i Wojko). Są to konopie jednopienne, typowo włókniste, tzn. zawierające mniej niż 0,2% substancji psychoaktywnych (THC), o okresie wegetacji dostosowanym do polskich warunków klimatyczno-glebowych. Pozostałe zarejestrowane odmiany to: Glyana (Olimax NT sp. z o.o) i Wielkopolskie (Gospodarstwo Rolno-Nasienne KOW-MAR Maria J. Kowalska).
W 2020 roku do Krajowego Rejestru została dopisana odmiana Sofia zgłoszona przez VB Hemp sp. z o.o. oraz Mietko z hodowli Gospodarstwa Rolno-Nasiennego KOW-MAR Maria J. Kowalska.

## Zastosowanie
Rośliny wykorzystywane są jako surowiec do pozyskiwania włókien. Mają też szerokie działanie farmakologiczne. W przemyśle spożywczym wykorzystywany jest olej konopny. Owoce bywają stosowane jako karma dla ptaków. Nasiona są źródłem pełnowartościowych białek.

### Działanie farmakologiczne konopi
W konopiach zidentyfikowano ponad 400 substancji chemicznych, z których około 100 odpowiada za ich charakterystyczny zapach. Większość z nich to lotne terpeny i seskwiterpeny. Składniki odpowiedzialne za psychoaktywność konopi to kannabinoidy.
Najważniejsze związki występujące w konopiach to:
- Δ9-tetrahydrokannabinol (Δ9-THC lub THC),
- kannabidiol (CBD) i produkt jego rozkładu, kannabinol,
- α-pinen,
- mircen,
- trans-β-ocymen,
- α-terpinolen,
- trans-kariofilen,
- α-humulen,
- tlenek kariofilenu (wykrywany przez psy tropiące narkotyki)[12].

Wysuszone i niekiedy sfermentowane żeńskie kwiatostany konopi zawierające duże ilości kannabinoidów to marihuana. Najbardziej znanym kannabinoidem jest Δ9-THC, który wywołuje takie reakcje organizmu jak odprężenie, poczucie euforii, wzmożone poczucie nowości, zmienione poczucie czasu i przestrzeni oraz pobudzenie apetytu i wrażeń seksualnych. Zarówno u ludzi jak i u zwierząt występują dwa rodzaje receptorów kannabinoidowych oznaczonych CB1 i CB2. Uaktywnienie receptorów powoduje farmakologiczne i psychotropowe efekty spożywania kannabinoidów.
Wstępne badania kliniczne oraz badania na zwierzętach wykazały, iż kannabinoidy wykazują istotną aktywność przeciwnowotworową  i nie prowadzą do działań niepożądanych współwystępujących przy standardowej chemioterapii oraz mogą być zastosowane jako lek przy np.: w terapii skojarzonej nowotworów, współdziałać z klasycznymi lekami cytostatycznymi.
Konopie zawierają także pokrewną grupę składników określaną jako kanniflawiny.
Sativex
Preparat Sativex jest stosowany u pacjentów chorujących na stwardnienie rozsiane w celu uśmierzenia bólów neuropatycznych i zmniejszenia spastyczności mięśni. Przyjmuje się go w postaci aerozolu na błonę śluzową jamy ustnej. Czynnikami aktywnymi Sativeksu są uzyskiwane z konopi indyjskich tetrahydrokannabinol (THC) i kannabidiol (CBD). Każda aplikacja sprayu zawiera ustaloną dawkę tych substancji: 2,7 mg THC i 2,5 mg CBD.

### Zastosowanie konopi włóknistych
Z konopi wytwarzane są włókna o wszechstronnym zastosowaniu:
- przemysł odzieżowy – ubrania z konopi są lekkie, przewiewne, oddychające i wytrzymałe.
- przemysł samochodowy – włókna konopi były testowane jako składnik wykorzystywany przy wytwarzaniu karoserii samochodów. Pojazdy m.in. z konopi wyprodukował Henry Ford w 1941[16] oraz przedsiębiorstwo Lotus Cars[17].
- szkutnictwo – do końca XIX w. 70% olinowania wszystkich okrętów było wykonane z włókien konopnych.
- materiały budowlane – Pakuły (włókno) (strzępki konopne) wykorzystuje się z powodzeniem jako ekologiczne ocieplenia domów oraz uszczelniania połączeń gwintowanych.
- papiernictwo – pierwszy, powstały w Chinach papier był wytwarzany z włókien konopnych. Produkcja papieru z konopi jest o wiele wydajniejsza niż produkcja papieru drzewnego.

Wszechstronne zastosowanie mają również nasiona konopi i tłoczony z nich olej:
- Przemysł spożywczy – olej i nasiona konopi są cenione ze względu na dużą wartość odżywczą.
- Wytwarzanie biodiesla – z oleju konopnego z powodzeniem można produkować olej napędowy.

Z konopi włóknistych można również z powodzeniem produkować biomasę opałową.
Ze względu na zawartość wielu substancji leczniczych wykorzystuje się konopie włókniste jako lek przeciwlękowy, przeciwbólowy, przeciwpsychotyczny, przeciwzapalny, przeciw utleniający, przeciwskurczowy oraz jako antybiotyki.
Odpady poprodukcyjne wykorzystywać można jako paszę, zaś nasiona można używać jako karmę dla ptaków.

### Znaczenie w hinduizmie
W hinduizmie konopie indyjskie uważane są za roślinę świętą, ściśle związaną z bogiem Śiwą. Umiarkowane palenie tzw. gandzi przez ascetów zwanych sadhu lub spożywanie bhangu (napoju z mleka, migdałów i konopi) jest akceptowane społecznie, o ile odbywa się w kontekście religijnym, jako część kultu, zwłaszcza podczas świąt Śiwaratri lub Holi.